# Salto de esqui nos Jogos Olímpicos de Inverno de 1956
O salto de esqui nos Jogos Olímpicos de Inverno de 1956 consistiu de um único evento masculino realizado no Trampolina Italia em Cortina d'Ampezzo, na Itália. As disputas ocorreram no dia 5 de fevereiro de 1956.

## Medalhistas
| Ouro   | FIN Antti Hyvärinen  |
| Prata  | FIN Aulis Kallakorpi |
| Bronze | EUA Harry Glaß       |

## Resultados
| Posição           | Atleta                       | Pontos |
| ----------------- | ---------------------------- | ------ |
| Medalha de ouro   | FIN Antti Hyvärinen          | 227,0  |
| Medalha de prata  | FIN Aulis Kallakorpi         | 225,0  |
| Medalha de bronze | EUA Harry Glaß               | 224,5  |
| 4                 | EUA Max Bolkart              | 222,5  |
| 5                 | SWE Sven Pettersson          | 220,0  |
| 6                 | SUI Andreas Däscher          | 219,5  |
| 7                 | FIN Eino Kirjonen            | 219,0  |
| 8                 | EUA Werner Lesser            | 210,0  |
| 9                 | NOR Sverre Stallvik          | 208,0  |
| 10                | FIN Hemmo Silvennoinen       | 207,5  |
| 11                | NOR Arne Hoel                | 206,5  |
| 12                | AUT Sepp Bradl               | 205,5  |
| 13                | JPN Hiroshi Yoshizawa        | 205,0  |
| 14                | SWE Bror Östman              | 204,5  |
| 15                | AUT Walter Habersatter       | 201,5  |
| 16                | POL Władysław Tajner         | 201,0  |
| 16                | URS Nikolay Shamov           | 201,0  |
| 18                | NOR Asbjørn Osnes            | 199,5  |
| 19                | AUT Rudolf Schweinberger     | 199,0  |
| 20                | POL Andrzej Gąsienica Daniel | 198,5  |
| 21                | USA Art Devlin               | 194,5  |
| 22                | YUG Jože Zidar               | 194,0  |
| 23                | YUG Albin Rogelj             | 192,5  |
| 24                | YUG Janez Polda              | 191,5  |
| 25                | POL Roman Gąsienica Sieczka  | 189,5  |
| 26                | EUA Josef Kleisl             | 189,0  |
| 27                | CAN Jacques Charland         | 188,0  |
| 28                | TCH Mojmír Stuchlík          | 187,0  |
| 29                | TCH Jáchym Bulín             | 186,0  |
| 30                | AUT Otto Leodolter           | 185,0  |
| 30                | POL Józef Huczek             | 185,0  |
| 30                | URS K'oba Ts'akadze          | 185,0  |
| 33                | ITA Tito Tolin               | 184,5  |
| 34                | URS Yury Moshkin             | 184,0  |
| 35                | NOR Sverre Stenersen         | 183,5  |
| 36                | USA Roy Sherwood             | 183,0  |
| 37                | ITA Luigi Pennacchio         | 180,5  |
| 38                | ITA Alfredo Prucker          | 179,5  |
| 39                | JPN Koichi Sato              | 178,5  |
| 40                | SUI Conrad Rochat            | 177,0  |
| 41                | SWE Holger Karlsson          | 176,0  |
| 42                | ROU Nicolae Munteanu         | 175,0  |
| 43                | USA Willis Olson             | 174,5  |
| 44                | SWE Erik Styf                | 169,0  |
| 45                | SUI Francis Perret           | 168,5  |
| 46                | FRA André Monnier            | 167,5  |
| 46                | FRA Richard Rabasa           | 167,5  |
| 48                | FRA Régis Robert Rey         | 164,0  |
| 48                | ITA Enzo Perin               | 164,0  |
| 50                | YUG Janez Gorišek            | 162,0  |
| 51                | USA Richard Rahoi            | 158,0  |